# 騎士竜戦隊リュウソウジャー 特別編 メモリー・オブ・ソウルメイツ
- スーパー戦隊シリーズ
  - 騎士竜戦隊リュウソウジャー > 騎士竜戦隊リュウソウジャー 特別編 メモリー・オブ・ソウルメイツ
  - スーパー戦隊MOVIEレンジャー2021 > 騎士竜戦隊リュウソウジャー 特別編 メモリー・オブ・ソウルメイツ

『騎士竜戦隊リュウソウジャー 特別編 メモリー・オブ・ソウルメイツ』（きしりゅうせんたいリュウソウジャー とくべつへん メモリー オブ ソウルメイツ）は、2021年2月20日公開より東映系で公開された日本の映画作品。
同時上映は『魔進戦隊キラメイジャー THE MOVIE ビー・バップ・ドリーム』『機界戦隊ゼンカイジャー THE MOVIE 赤い戦い! オール戦隊大集会!!』。
キャッチコピーは「キラメくソウルで全力全開！ムービーレンジャー!!」「知られざる、彼の騎士道。」。

## 概要
『騎士竜戦隊リュウソウジャー』の単独劇場作品で、スーパー戦隊シリーズ映画『スーパー戦隊MOVIEレンジャー2021』の一篇でもある。
テレビシリーズに龍井うい役で出演していた金城茉奈が2020年12月1日に逝去したため、冒頭に英語で追悼メッセージが映し出された。

### 制作
様々な思いを込めてタイトルは複数形の『メモリー・オブ・ソウルメイツ』ということとなった。
テレビシリーズの第32話と第33話の間にあるミッシングリンクを描いているが、撮影はテレビシリーズの終了後から約1年後に行われている。
7人を集めることが可能なシチュエーションとして、第33話冒頭の卓球を7人でやる直前の話ということとなった。
リュウソウジャーのスーツ一式は、『パワーレンジャー・ダイノフューリー』の撮影の都合でニュージーランドにあり、日本にはなかったが、リュウソウレッドのみ用意できるものとなった。
アスナ役の尾碕は髪を切っていたため、エクステを付けて当時の長さにしている。

## ストーリー
ガイソーグの鎧の呪縛からナダを解放したリュウソウジャーたちだったが、街にはジャックオーランタンマイナソーが降らせた雨の影響がまだ残って人々が暴れていた。
ナダはガイソウルで憎しみに支配された人々から憎しみを吸収していたが、それを見たバンバは鎧の力が消失していたことに気づく。一方、同時期に出現した人間型のマイコマイナソーの影響でリュウソウジャーたちは変身できなくなってしまう。

## 登場人物
マイコ
「変わりたい」という願いをクレオンとワイズルーに利用された卓球場の娘。
- マイコを演じる宮原は、マイコマイナソーとの二役だが、マイコ自体は強くない普通の女性のため、マイコとしての印象に気を付けているという。

マイコマイナソー
マイコの「変わりたいのに変われない」というマイナス感情から生み出されたマイナソー。
人間型のマイナソーだが、人間離れした身体能力や戦闘力を持つ。また、そのマイナス感情から周囲の変身する効果を封印し、リュウソウジャーが変身できなくなるという特殊能力を持つ。マイナス感情をナダによってガイソウルに吸収されたことで元の姿に戻った。

## キャスト
- コウ / リュウソウレッド - 一ノ瀬颯[7]
- メルト - 綱啓永[7]
- アスナ - 尾碕真花[7]
- トワ - 小原唯和[7]
- バンバ - 岸田タツヤ[7]
- カナロ - 兵頭功海[7]
- マイコ / マイコマイナソー - 宮原華音[7]
- ナダ - 長田成哉[7]

### 声の出演
- ディメボルケーノ - 高木渉[7]
- クレオン - 白石涼子[7]
- ワイズルー - 緑川光[7]

### スーツアクター
- リュウソウレッド[11] - 伊藤茂騎
- クレオン[11] - 神尾直子
- ワイズルー[11] - 草野伸介
- 大隈厚志
- 坂井良平
- 河津香賀美
- 古屋貴士
- 佐伯啓
- 井上象策
- 村上歩夢
- 松岡航平
- 中山甲斐
- 大内田将樹
- 森博嗣

## スタッフ
- 製作 - 手塚治（東映）、西新（テレビ朝日）、高木勝裕（東映アニメーション）、與田尚志（東映ビデオ）、野田孝寛（ADKエモーションズ）、相原晃（東映エージエンシー）、佐藤明宏（バンダイ）
- 企画 - 金子保之（東映）、三輪祐見子（テレビ朝日）、鈴木篤志（東映アニメーション）、加藤和夫（東映ビデオ）、志村章（ADKエモーションズ）、清水啓司（東映エージエンシー）、金木勲（バンダイ）
- 原作 - 八手三郎[7]
- 脚本 - 丸山真哉[7]
- 音楽 - 𠮷川清之[7]
- 撮影 - 相葉実[7]
- 照明 - 柴田守
- 美術 - 岡村匡一
- 録音 - 中山寿範
- 編集 - 若松広大
- 整音 - 小林喬
- スクリプター - 髙山秀子
- アクションコーディネーター - 岩上弘数（Bos Action Unity）
- 助監督 - 谷本健晋[7]
- 制作担当 - 田中耕作
- ラインプロデューサー - 青柳夕子
- 絵コンテ - 伊藤康洋
- AP - 土井健生、磯田ゆう
- キャラクターデザイン - 久正人
- 日本映像クリエイティブ
  - 視覚効果 - 沖満
  - デジタル合成 - 柳原嘉宣
- （株）特撮研究所
  - 監督 - 佛田洋
  - VFXスーパーバイザー - 山本達也
- Special Thanks
  - 脚本 - 山岡潤平、下亜友美、金子香緒里、荒川稔久、たかひろや
  - 監督 - 上堀内佳寿也、中澤祥次郎、渡辺勝也、柏木宏紀、加藤弘之
- 製作プロダクション - 東映テレビ・プロダクション
- スーパーヒーロープロジェクト（東映、テレビ朝日、東映アニメーション、東映ビデオ、ADKエモーションズ、東映エージエンシー、バンダイ）[7]
- プロデューサー - 丸山真哉・高橋一浩（東映）、井上千尋（テレビ朝日）、矢田晃一・深田明宏（東映エージエンシー）
- 監督・アクション監督 - 坂本浩一[7]

## 音楽
主題歌「騎士竜戦隊リュウソウジャー」
作詩 - マイクスギヤマ / 作曲 - 園田健太郎 / 編曲 - 甲田雅人 / 歌 - 幡野智宏

## 映像ソフト化
2021年6月23日発売。Blu-ray / DVDでリリース。
- 騎士竜戦隊リュウソウジャー 特別編 メモリー・オブ・ソウルメイツ / 機界戦隊ゼンカイジャー THE MOVIE 赤い戦い! オール戦隊大集会!! DVD通常版（1枚組）
- スーパー戦隊MOVIEレンジャー2021 コレクターズパック キラメイジャー&リュウソウジャー&ゼンカイジャー 3本セット（3枚組）
  - ディスク1：『スーパー戦隊MOVIEレンジャー2021』本編Blu-ray
    - 『魔進戦隊キラメイジャー THE MOVIE ビー・バップ・ドリーム』『騎士竜戦隊リュウソウジャー 特別編 メモリー・オブ・ソウルメイツ』『機界戦隊ゼンカイジャー THE MOVIE 赤い戦い! オール戦隊大集会!!』の3作品を収録
    - 音声特典
      - 『機界戦隊ゼンカイジャー THE MOVIE 赤い戦い! オール戦隊大集会!!』キャスト&スタッフオーディオコメンタリー（駒木根葵汰×浅沼晋太郎×プロデューサー：白倉伸一郎×監督：中澤祥次郎）

    - 映像特典
      - 『魔進戦隊キラメイジャー THE MOVIE ビー・バップ・ドリーム』メイキング
      - 完成報告イベント
      - 公開記念『機界戦隊ゼンカイジャー THE MOVIE 赤い戦い! オール戦隊大集会!!』初日舞台挨拶
      - 公開記念&『魔進戦隊キラメイジャー THE MOVIE ビー・バップ・ドリーム』最終回直前! 舞台挨拶
      - 公開記念『騎士竜戦隊リュウソウジャー 特別編 メモリー・オブ・ソウルメイツ』舞台挨拶
      - 劇場用先付映像
      - ノンスーパーED
      - PR集
      - MOVIEレンジャーデータファイル
      - ポスタービジュアル

  - ディスク2：『魔進戦隊キラメイジャー THE MOVIE ビー・バップ・ドリーム』本編DVD
  - ディスク3：『騎士竜戦隊リュウソウジャー 特別編 メモリー・オブ・ソウルメイツ』&『機界戦隊ゼンカイジャー THE MOVIE 赤い戦い! オール戦隊大集会!!』本編DVD
- 【完全数量限定】スーパー戦隊MOVIEレンジャー2021 コレクターズパック 豪華版 キラメイジャー&リュウソウジャー&ゼンカイジャー 3本セット（3枚組）
  - セット内容
    - スーパー戦隊MOVIEレンジャー2021 コレクターズパック キラメイジャー&リュウソウジャー&ゼンカイジャー 3本セット
    - センタイギア オール戦隊レッド
    - 漫画『騎士竜戦隊リュウソウジャー ファイナルライブツアー2020』
    - 特製スリーブケース